# Clytocerus huminensis
Clytocerus huminensis és una espècie d'insecte dípter pertanyent a la família dels psicòdids que es troba a Europa: Bòsnia i Hercegovina.